# Canthidium vespertinum
Canthidium vespertinum är en skalbaggsart som beskrevs av Henry Fuller Howden och Young 1981. Canthidium vespertinum ingår i släktet Canthidium och familjen bladhorningar. Inga underarter finns listade.